# Swiss Open 1995
Die Swiss Open 1995 im Badminton fanden vom 1. bis zum 5. März 1995 in der St. Jakobshalle Basel statt. Das Preisgeld betrug 75.000 US-Dollar.

## Sieger und Platzierte
| Disziplin    | Gold                              | Silber                            | Bronze                             |
| ------------ | --------------------------------- | --------------------------------- | ---------------------------------- |
| Herreneinzel | Jens Olsson                       | Hendrawan                         | Jeroen van Dijk                    |
| Herreneinzel | Jens Olsson                       | Hendrawan                         | Martin Lundgaard Hansen            |
| Dameneinzel  | Camilla Martin                    | Lim Xiaoqing                      | Lotte Thomsen                      |
| Dameneinzel  | Camilla Martin                    | Lim Xiaoqing                      | Meiluawati                         |
| Herrendoppel | Jon Holst-Christensen Thomas Lund | Simon Archer Chris Hunt           | Cheah Soon Kit Yap Kim Hock        |
| Herrendoppel | Jon Holst-Christensen Thomas Lund | Simon Archer Chris Hunt           | Michael Søgaard Henrik Svarrer     |
| Damendoppel  | Helene Kirkegaard Rikke Olsen     | Anne Mette Bille Marlene Thomsen  | Julie Bradbury Joanne Wright       |
| Damendoppel  | Helene Kirkegaard Rikke Olsen     | Anne Mette Bille Marlene Thomsen  | Nonong Denis Zanati Enny Oktaviani |
| Mixed        | Thomas Lund Marlene Thomsen       | Jon Holst-Christensen Rikke Olsen | Nick Ponting Joanne Wright         |
| Mixed        | Thomas Lund Marlene Thomsen       | Jon Holst-Christensen Rikke Olsen | Jan-Eric Antonsson Astrid Crabo    |